# Reengineering (Software)
Reengineering (englisch; auf Deutsch etwa „ingenieurtechnische Überarbeitung“) bezeichnet in der Softwareentwicklung eine Anpassung eines Softwaresystems (Computerprogramme) bei meist gleichbleibender Funktionalität, oft zur Verbesserung der Softwarequalität. Eine typische Motivation bei Durchführung eines Reengineering ist die Eliminierung von Schwachstellen mit dem Ziel, die Umsetzung neuer Anforderungen im Anschluss des Reengineerings zu ermöglichen. Auch im Zusammenhang mit der Portierung auf eine andere Plattform wird häufig ein Reengineering durchgeführt.
Für den Fall, dass bei Durchführung eines Reengineering keine Spezifikation oder Dokumentation der Software verfügbar ist und diese aus der Implementierung selbst abgeleitet werden muss, bezeichnet man diesen Prozess als Reverse Engineering, der somit den anfänglichen Teil eines Reengineering darstellen kann.
Der Begriff Refactoring hat eine ähnliche Bedeutung wie Reengineering, bezeichnet aber im Gegensatz dazu qualitätsverbessernde Anpassungen auf niedrigerem Abstraktionsniveau, die sich teilweise automatisieren lassen. Ein Refactoring kann somit Teil eines Reengineering sein.
Ein Reengineering zur Verbesserung der Softwarequalität ist oft erforderlich, um die Qualität und Wartbarkeit von Software langfristig zu gewährleisten, da in vielen Fällen im Laufe der Zeit die Softwarequalität aufgrund vieler durchgeführter funktioneller Anpassungen schwindet. Dies wird auch Softwarealterung genannt.